# Municipio de Brevort
El municipio de Brevort (en inglés: Brevort Township) es un municipio ubicado en el condado de Mackinac en el estado estadounidense de Míchigan. En el año 2010 tenía una población de 594 habitantes y una densidad poblacional de 2,32 personas por km².

## Geografía
El municipio de Brevort se encuentra ubicado en las coordenadas 46°2′47″N 84°50′40″O / 46.04639, -84.84444. Según la Oficina del Censo de los Estados Unidos, el municipio tiene una superficie total de 255.98 km², de la cual 239,53 km² corresponden a tierra firme y (6,43 %) 16,45 km² es agua.

## Demografía
Según el censo de 2010, había 594 personas residiendo en el municipio de Brevort. La densidad de población era de 2,32 hab./km². De los 594 habitantes, el municipio de Brevort estaba compuesto por el 81,14 % blancos, el 0,67 % eran afroamericanos, el 12,12 % eran amerindios, el 0,17 % eran isleños del Pacífico y el 5,89 % eran de una mezcla de razas. Del total de la población el 1,18 % eran hispanos o latinos de cualquier raza.